# Göran Erro

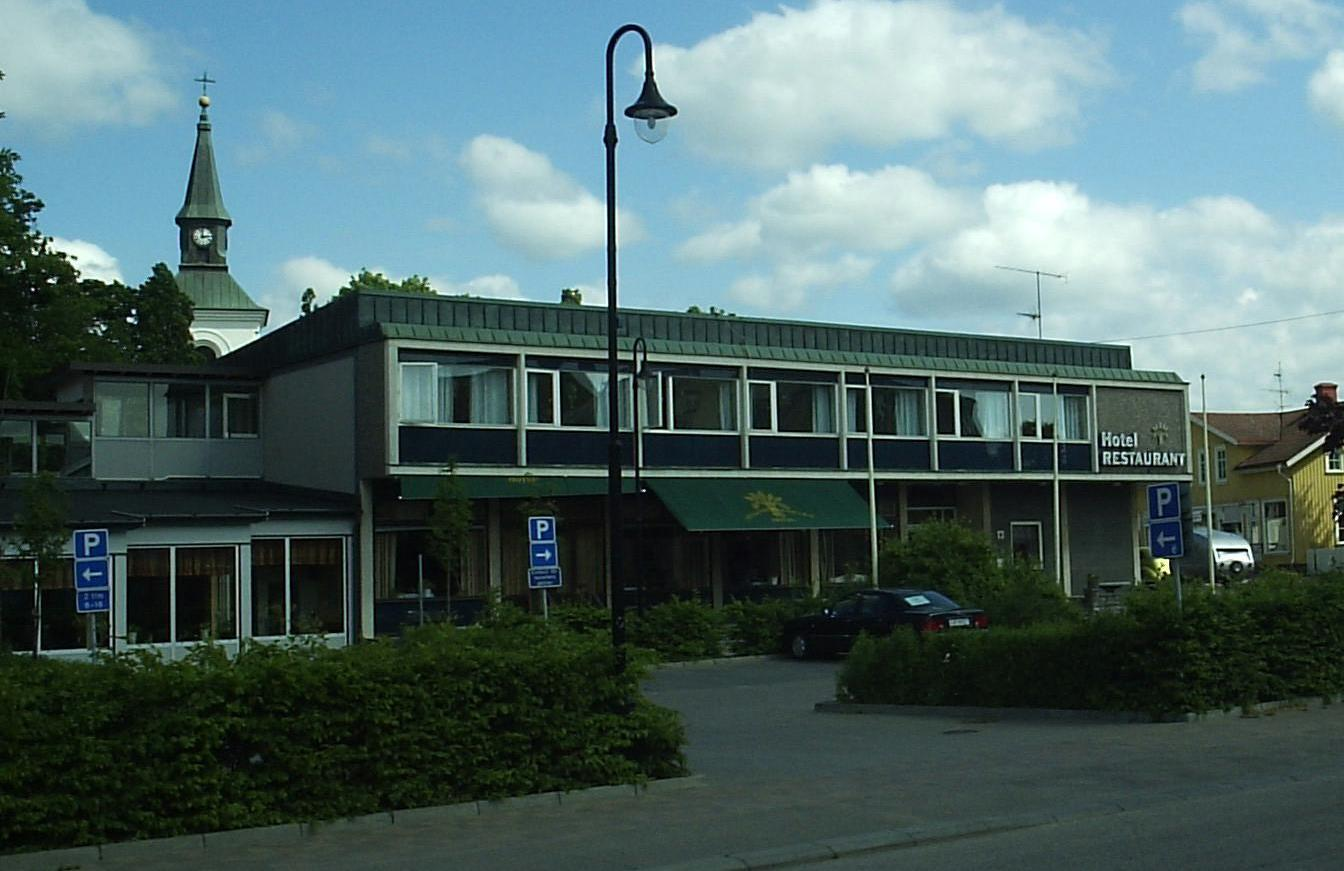
Hotell Gyllene Kärven i Herrljunga.

Göran Erro, född 15 februari 1921 i Göteborg, död där 25 januari 2011, var en svensk arkitekt.
Erro, som var son till arkitekt Ragnar Ossian Swensson och Signe Gullbring, avlade studentexamen i Lund 1941 och utexaminerades från Chalmers tekniska högskola 1949. Han var arkitekt vid R.O. Swenssons arkitektkontor i Göteborg 1948, vid Samhällsbyggen 1949 och innehavare av Göran Erro arkitektkontor i Borås från 1951 med filialkontor i Göteborg från 1964. Han var stadsarkitekt i Herrljunga köping från 1955. Han ritade tekniska läroverk i Borås och Trollhättan, hotell Gyllene Kärven i Herrljunga, samt bland annat skolor och badanläggningar i Borås.